# Spydeberg
Spydeberg là một đô thị ở hạtØstfold, Na Uy. Đô thị này được chia thành các giáo khu Spydeberg, Heli và Hovin.
Spydeberg được lập thành một đô thị vào ngày 1 tháng 1 năm 1838 (xem formannskapsdistrikt).
Thị xã Spydeberg có dân số khoảng 4.000 người. Thị xã này nằm cách Oslo 45 km về phía đông nam.

## Tên gọi
Đô thị này (ban đầu là một giáo khu) được đặt tên theo nông trang cũ Spydeberg (Norse Spjótaberg), do nhà thờ đầu tiên đã được xây ở đó. Tiếp đầu ngữ là dạng sở hữu cách số nhiều của spjót n 'cái mác', hậu tố có nghĩa berg nghĩa là 'núi'.

## Huy hiệu
Huy hiệu được áp dụng thập kỷ trước (1978). Huy hiệu có 3 mũi mác đại diện cho 3 giáo khu.